# Macrophyllini
Macrophyllini – plemię ssaków z podrodziny  liścionosów (Phyllostominae) w obrębie rodziny liścionosowatych (Phyllostomidae).

## Rozmieszczenie geograficzne
Plemię obejmuje gatunki występujące w Ameryce.

## Podział systematyczny
Do plemienia należą następujące rodzaje:
- Macrophyllum J.E. Gray, 1838 – wielkopłat – jedynym przedstawicielem jest Macrophyllum macrophyllum (H.R. Schinz, 1821) – wielkopłat długonogi
- Trachops J.E. Gray, 1847 – żabojadek